# Orchis × loreziana
Orchis × loreziana är en orkidéart som beskrevs av Christian Georg Brügger. Orchis × loreziana ingår i släktet nycklar, och familjen orkidéer. Inga underarter finns listade i Catalogue of Life.